# Plectorhinchus lineatus
Plectorhinchus lineatus (Linnaeus, 1758) Gaterino lineato o Pesce dolcilabbra diagonale, è un pesce osseo marino appartenente alla famiglia Haemulidae.

## Distribuzione e habitat
P. lineatus popola le acque tropicali dell'Oceano Pacifico occidentale tropicale dalle isole Ryūkyū (estremo sud del Giappone) alla Grande barriera corallina australiana. Il suo habitat comprende le barriere coralline sia lungo i bordi esterni che nelle lagune degli atolli, fino a una profondità di 35 metri. I giovanili si trovano solo in habitat a scarso idrodinamismo.

## Descrizione
Questo pesce ha profilo dorsale arcuato mentre quello ventrale è quasi piatto. La bocca è piccola, con labbra carnose e posta nella parte bassa della testa. Il profilo del muso è quasi verticale. La colorazione dell'adulto è biancastra o azzurro chiaro con numerose e fitte bande oblique nere (negli altri Plectorhinchus sono orizzontali). La pinna dorsale ha colore giallo vivo con macchie e strie nere irregolari. La pinna caudale è gialla con punti neri. La pinna anale è uniformemente gialla mentre negli altri appartenenti al genere ha punti scuri. Pinne pettorali e pinne ventrali gialle con base rossastra. Ventre biancastro senza linee o punti neri.
La taglia massima nota è di 72 cm.

## Biologia
Notturno. Talvolta forma banchi.

### Alimentazione
Caccia di notte invertebrati bentonici, soprattutto crostacei.

### Riproduzione
A Palau gli esemplari in riproduzione si riuniscono in banchi in occasione della luna nuova.

## Pesca
Ha una scarsa importanza per la pesca commerciale.

## Acquariofilia
Viene allevato negli acquari marini anche se gli esemplari adulti raggiungono dimensioni tali da poter essere ospitati solo da grandi strutture pubbliche.